# Кызылбулак (Маканчинский район)
Кызылбулак (каз. Қызылбұлақ, до 199? г. — Петровское) — село в Маканчинском районе Абайской области Казахстана. Входит в состав Коктерекского сельского округа. Находится примерно в 93 км к востоку от районного центра, посёлка Урджар. Код КАТО — 636461300.

## Население
В 1999 году население села составляло 420 человек (199 мужчин и 221 женщина). По данным переписи 2009 года, в селе проживало 367 человек (185 мужчин и 182 женщины).